# Sven Bender
Sven Bender (født d. 27. april 1989) er en tysk tidligere professionel fodboldspiller, som spillede som midtbanespiller eller forsvarsspiller i sin karriere. Han arbejder i dag som assistenttræner for Tysklands U/16-landshold.

## Baggrund
Sven Benders tvillingebror Lars Bender var også professionel fodboldspiller, og de spillede sammen hos både 1860 München og Bayer Leverkusen.

## Klubkarriere

### 1860 München
Bender begyndte sin karriere hos 1860 München, hvor han gjorde sin professionelle debut i 2006.

### Borussia Dortmund
Bender skiftede i 2009 til Borussia Dortmund. Han etablerede sig hurtigt som en vigtig mand på førsteholdet, og var en vigtig del af Dortmunds trup som vandt Bundesligaen to sæsoner i streg i 2011 og 2012. Han fortsatte med at spille en vigtig rolle for mandskabet resten af sin tid hos klubben, men var dog også meget skadesplaget i perioder.

### Bayer Leverkusen
Efter otte år hos Borussia Dortmund, skiftede Bender i juli 2017 til Bayer Leverkusen, hvor han blev genforenet med sin bror Lars. Begge brødrene valgte at gå på pension efter 2020-21 sæsonen.

## Landsholdskarriere

### Ungdomslandshold
Bender har repræsenteret Tyskland på flere ungdomsniveauer. Han var del af Tysklands U/19-trup som vandt U/19-Europamesterskabet i 2008.

### Olympiske fodboldhold
Bender var del af Tysklands trup OL i 2016, hvor at Tyskland vandt sølv.

### Seniorlandshold
Bender debuterede for Tysklands landshold den 29. marts 2011.

## Trænerkarriere
Bender begyndte sin trænerkarriere i juli 2022, da det blev annonceret at han ville blive assistenttræner for Tysklands U/16-landshold.

## Titler
Borussia Dortmund
- Bundesliga: 2 (2010-11, 2011-12)
- DFB-Pokal: 2 (2011-12, 2016-17)
- DFL-Supercup: 2 (2013, 2014)

Tyskland U/19
- U/19-Europamesterskabet: 1 (2008)

Tyskland U/23
- Sommer-OL 2016: Sølvmedalje